# 谷野作太郎
谷野 作太郎（たにの さくたろう、1936年6月6日 - ）は、日本の外交官。
東京都出身。駐インド大使兼駐ブータン大使と駐中国大使を歴任した。内閣外政審議室長のとき河野談話と村山談話に関わった。

## 人物
駐インドネシア大使などを務めた八木正男は岳父。妻の母方の祖父に森島守人。小学校同級生に福田康夫ら。谷野はピッチャー、福田はキャッチャーとしてバッテリーを組む間柄だった。日比谷高校卒業。東大法学部卒業後、外務省入省。中国語研修を受けチャイナ・スクール外交官となる。
外務省アジア局長として、カンボジア和平プロセスに河野雅治南東アジア一課長（当時）と主導的役割を果たす。
1990年、北朝鮮への自民・社会両党訪朝団が朝鮮労働党と結んだ「南北朝鮮分断後45年間についての補償・償い」を盛り込んだ「三党共同宣言」に反発し金丸信と対立した。
1993年3月の参議院予算委員会で、内閣外政審議室長として慰安婦の「強制連行」問題における強制の定義について「物理的に強制を加えるのみならず、脅かして、畏怖させて本人の自由な意思に反してある種の行為をさせた場合も含む」と答弁。河野談話や村山談話の原案作成に際して、言葉遣いも含めて中心的に関わったとされる。また、談話をめぐって日韓間で文言のすり合わせ等の調整があったのではないかという疑惑については「韓国政府と一言一句文言を詰めたということは絶対になかった。また、そういうことがあったとの根も葉もない噂が出ること自体も大変遺憾なことだ」と強く否定していたが、2014年6月に公表された河野談話の検証結果では、談話作成時に文言のすり合わせが実際におこなわれたとしている（慰安婦関係調査結果発表に関する河野内閣官房長官談話#河野談話の検証）。

## 略歴

### 学歴
- 1949年 東京第一師範学校男子部附属小学校卒業
- 1952年 東京学芸大学附属世田谷中学校卒業
- 1955年 都立日比谷高校卒業、東京大学文科第一類進学
- 1959年 外交官試験上級職に合格
- 1960年 東京大学法学部卒業

### 職歴
- 1960年 外務省入省
- 1961年-1964年 中国語研修
- 1964年 香港総領事館副領事
- 1971年 在ソ連大使館一等書記官
- 1973年 在中華人民共和国大使館一等書記官
- 1975年 アジア局（のちアジア大洋州局）南東アジア第二課長
- 1978年 アジア局中国課長
- 1980年 内閣総理大臣秘書官
- 1984年 在韓国大使館公使
- 1987年 アジア局審議官
- 1989年6月 アジア局長
- 1992年6月 内閣官房内閣外政審議室長
- 1995年9月 駐インド大使（兼駐ブータン大使[5]）
- 1998年4月 駐中国大使
- 2001年4月 同帰任、退官
- 2002年 早稲田大学アジア太平洋研究科客員教授

その後東芝取締役、日中友好会館副会長、公益財団法人国立京都国際会館理事、公益財団法人日印協会評議員、小泉純一郎首相タスクフォースメンバーなど歴任

## 家族
外交官の八木正男は義父。

## 栄典
- 2011年 - 瑞宝重光章[8]

## 著書
- 『アジアの昇龍――一外交官のみた躍進韓国』（世界の動き社、1988年）
- 『日本とアジア――新しい精神の絆を求めて(アジア研究所叢書)』斎藤志郎, 江畑謙介, 小島朋之, 木村哲三郎, 友田錫共著（亜細亜大学アジア研究所、1993年）
- 『外交証言録 アジア外交――回顧と考察』服部龍二, 若月秀和, 昇亜美子編（岩波書店、2015年）
- 『中国・アジア外交秘話――あるチャイナハンドの回想』（東洋経済新報社、2017年）

## 同期
- 林貞行（外務事務次官、駐英大使）
- 福田博（最高裁判事、外務審議官政務担当）
- 数原孝憲（青年海外協力隊事務局長、駐アイルランド大使、駐ナイジェリア大使）
- 小野寺龍二（駐墺大使）
- 伊藤憲一（日本国際フォーラム理事長、青山学院大学教授）
- 太田博（日本国際フォーラム専務理事、駐タイ王国大使、国際交流基金専務理事、駐サウジアラビア大使）
- 小西芳三（駐ペルー大使）
- 片倉邦雄（大東文化大学教授、駐エジプト大使、駐イラク大使、駐アラブ首長国連邦大使）
- 古川栄一（1953年入省、長野北高卒、 日本国際戦略センター設立）